# Letovisko Čcheng-te
Letovisko v Čcheng-te (čínsky pchin-jinem Bìshǔshānzhuāng, znaky zjednodušené 避暑山庄, tradiční 避暑山莊; česky Horské letovisko k úniku před horkem; mandžusky: Halhūn be jailara gurung) je císařské letní sídlo dynastie Čching, které se nachází v čínské provincii Che-pej, severně od města Čcheng-te (dříve též Džehol), asi 250 km severně od Pekingu. Jeho součástí jsou nejrozlehlejší císařské zahrady na světě, zaujímající plochu 5,6 km².
Areál byl založen v roce 1703 a dokončen roku 1792. Tvoří jej dvě části. Centrem je palácová část s obytnými prostory pro císařskou rodinu a také s množstvím administrativních budov. Druhou částí areálu jsou rozlehlé zahrady, v nichž se mimo jiné nachází 29 mostků, 70 ozdobných skalek, 90 pavilonů a asi 120 dalších staveb včetně pagod, paláců, teras či chrámů. Nejznámější atrakcí je ale 72 zákoutí s podpisy císařů Kchang-siho a Čchien-lunga.
Od roku 1994 jsou zahrady i s palácem součástí světového dědictví UNESCO.